# 楊綝
楊綝（?—?），隋朝宗室，观王杨雄之子，楊恭仁之弟。
楊綝性情温和仁厚，很有文学才能。历任义州刺史、淮南郡太守。杨雄死后，起复为司隶大夫。隋朝征伐高句丽，隋炀帝命令杨綝在临海顿另外督军。杨玄感造反，杨玄感的弟弟杨玄纵从隋炀帝的所在逃出投奔其兄长杨玄感，路上遇到楊綝。楊綝避开别人和他交谈了很久，已经分别又会来相见好几次。司隶刺史刘休文于是上奏。当时楊綝兄长吏部侍郎楊恭仁率兵在外，隋炀帝扣押了这份奏章，没有发布。楊綝忧虑恐惧，发病而亡。其子杨思俭、杨思约、杨思礼。